# 宇部边境大学短期大学部
宇部边境大学短期大学部（日语：／ Ube Frontier Daigaku Tankidaigakubu *），简称宇部短，是一所位于日本山口县宇部市的私立短期大学。前宇部短期大学（日语：／ Ube Tankidaigaku *）。

## 概要

### 简介
- 源流成立于1903年[1]。短期大学为于1960年开办[2]、由学校法人香川学园经营。

### 历史

#### 本科的历史
- 1960年 香川学园短期大学成立并同时设置家政科[2]。今年11月1日 改校名为宇部短期大学[2]。
- 1965年 两个学科即保育科、工业计数科成立[2]。
- 1967年 文科（日语日文学专攻、英语英文学专攻）成立[2]。家政科分离为两个专攻即家政专攻、食物营养专攻[2]。
- 1969年 文科变更为文学科、家政科变更为家政学科、保育科变更为幼儿教育学科、工业计数科变更为工业计数学科[2]。
- 1975年 环境卫生学科成立[2]。
- 1988年 幼儿教育学科变更为保育学科[2]。
- 1989年 生活福利学专攻成立于家政学科[2]。
- 1997年 文学科（日语日文学专攻、英语英文学专攻）招生最后。次年现合并为语言文化学科[2]。
- 1998年 工业计数学科变更为信息系統学科[2]。
- 1999年 家政学科家政学专攻招生最后[3]。次年变更为健康福利学科健康福利学专攻[2]。
- 2000年 今年4月家政学科生活福利学专攻变更为生活福祉学科生活福利学专攻、家政学科食物营养专攻变更为食物营养学科[2]。今年10月26日文学科正式停办。
- 2001年 环境卫生学科、语言文化学科招生最后[2]。
- 2003年 今年4月健康福利学科健康福利学专攻招生最后。今年5月31日环境卫生学科、语言文化学科招生最后。
- 2004年 改校名为宇部边境大学短期大学部。健康福祉学科生活福利学专攻变更为生活福利学科。
- 2005年 今年3月31日健康福利学科健康福利学专攻停办。
- 2006年 生活福利学科招生最后。
- 2008年 今年3月31日信息系統学科停办。
- 2007年 信息系統学科招生最后。
- 2009年 今年3月31日信息系統学科停办。

#### 专科的历史
- 1969年 六个专攻成立于专科（日语日本文学专攻、英语英文学专攻、家政学专攻、食物营养学专攻、幼儿教育学专攻、信息计数学专攻）成立[4]。
- 1982年 一个专攻成立于专科（环境卫生学专攻）[4]。
- ****年 幼儿教育学专攻变更为保育福利学专攻。
- 2003年 环境卫生学专攻停办[2]。
- 2007年 保育福利学专攻停办[2]。

### 宪章
- 请参看宇部边境大学短期大学部的标志 （日語） 2014年1月8日阅览。

## 学校环境
- 校区：在山口县宇部市

## 历任校长
- 新造節三：第一代短期大学校长<[2]
- 松井魁：就任于1976年[2]
- 野村男次：就任于1988年[2]
- 粟屋和彦：就任于1990年[2]
- 武下浩：就任于1995年[2]
- 山田通夫：就任于2006年[2]
- 西村洋子：就任于2010年[2]

## 组织

### 学科
- 保育学科
- 食物营养学科

### 前学科
- 家政学科
  - 家政学专攻[注 1][注 2]
  - 食物营养专攻[注 3]
  - 生活福利学专攻[注 4]
- 保育学科
- 信息系統学科[注 5]
- 文学科[注 6]
  - 日语日文学专攻[注 7][注 6]
  - 英语英文学专攻[注 6]
- 环境卫生学科[注 8]

### 专科
| - 日语日本文学专攻 - 英语英文学专攻 - 家政学专攻 - 食物营养学专攻 - 保育福利学专攻 - 信息计数学专攻 - 环境卫生学专攻 |

### 业余课程
| - 没有 |

### 附属学校
| - 幼儿园：前宇部短期大学附属幼稚園成立于1950年。 - 中学校：前宇部短期大学附属中学校成立于1947年 |

### 附属机关
| - 图书馆 - 人间生活科学研究所：成立于1977年 - 国际交流中心 - 终身学习教育中心成立于1998年 |

## 大学祭
- 喜剧演员所让治[注 14]来访了于1985年。

## 相关链接
- 日本短期大学列表